# Diosig
Diosig (Hongaars: Bihardiószeg) is een Roemeense gemeente in het district Bihor.
Diosig telt 6912 inwoners. De gemeente is gelegen aan de Hongaarse grens en heeft een in meerderheid Hongaarse bevolking (64,3%).
De gemeente bestaat uit de volgende dorpen:
- Diosig (Bihardiószeg) 6529 inwoners (3076 Hongaren)
- Ianca (Jankafalva) 287 inwoners (262 Hongaren)

## Bevolkingsdata
In 1910 had de hoofdkern een vrijwel volledig Hongaarse bevolking (6269 inwoners, 6206 Hongaren). Nadat de gemeente in 1920 onderdeel werd van Roemenië werden er door de Roemeense regering veel Roemenen van buiten het gebied verhuisd naar de gemeente om de Hongaarse dominantie te doorbreken.
In het onderstaande de toename van het aantal Roemenen in de gemeente:
- 1910 - 106 Roemenen
- 1920 - 982 Roemenen
- 1930 - 2392 Roemenen
- 1956 - 3472 Roemenen
- 1966 - 3645 Roemenen
- 1977 - 3757 Roemenen

In 1990 werd Roemenië een democratie en werd de invloed van de regering op de bevolkingspolitiek gestopt, vooral na 2002 daalde het aantal Roemeense inwoners fors. Velen verlieten de gemeente voor een nieuw leven in vooral Italië.
- 1992 - 3107 Roemenen
- 2002 - 3150 Roemenen
- 2011 - 1758 Roemenen